# Quan hệ Iran – Việt Nam
Quan hệ Iran – Việt Nam là mối quan hệ song phương chính thức giữa Cộng hòa Hồi giáo Iran và Cộng hòa Xã hội Chủ nghĩa Việt Nam, được thiết lập vào năm 1973. Hiện nay, Iran có đại sứ quán tại Hà Nội, trong khi Việt Nam có đại sứ quán tại Tehran.

## Lịch sử

### Quan hệ thời trung cổ
Các thương nhân Ba Tư đã thiết lập hoạt động thương mại tại Việt Nam từ những thế kỷ đầu Công nguyên, cho thấy sự hiện diện và giao lưu kinh tế sớm giữa hai khu vực cách xa địa lý nhưng gắn kết qua các tuyến thương mại cổ, đặc biệt là tuyến con đường tơ lụa trên biển. Một nhân vật tiêu biểu phản ánh sự giao thoa văn hóa giữa Iran và Việt Nam trong thời kỳ đầu là Khương Tăng Hội (Kang Senghui, hoạt động khoảng năm 248–280 SCN). Ông là một nhà sư Phật giáo có cha là người Sogdian gốc Iran và mẹ là người Việt, sinh sống và hoằng pháp chủ yếu tại vùng đất thuộc Ngô quốc (một trong Tam Quốc thời Trung Hoa cổ đại). Khương Tăng Hội được ghi nhận là một trong những dịch giả Kinh Phật sớm nhất tại Trung Quốc, đóng vai trò quan trọng trong việc truyền bá Phật giáo và phiên dịch kinh điển sang Hán văn. Trong Phật giáo Việt Nam, ông được tôn kính như một vị tổ sư khai sáng dòng thiền bản địa. Theo nhà sư Thông Biện (khoảng năm 1096), truyền thống kinh văn của Khương Tăng Hội đã có ảnh hưởng đáng kể đến sự hình thành Phật giáo tại Việt Nam. Tuy nhiên, hiện chưa có nguồn tư liệu độc lập nào khẳng định chắc chắn mức độ ảnh hưởng này.
Một biểu tượng đáng chú ý của mối liên hệ văn hóa gián tiếp giữa hai quốc gia là Alexandre de Rhodes – nhà truyền giáo Dòng Tên người Pháp, người có đóng góp to lớn trong việc phát triển chữ Quốc ngữ (bảng chữ cái Latinh cho tiếng Việt). Ông đã qua đời tại Isfahan, một trong những trung tâm văn hóa lớn nhất của Iran, vào năm 1660. Ngôi mộ của ông hiện vẫn được bảo tồn tại đây và trở thành điểm đến của nhiều người Việt Nam đến viếng thăm. Phần bia mộ được khắc bằng bốn thứ tiếng: Pháp, Việt, Anh và Ba Tư, thể hiện sự tôn vinh quốc tế đối với đóng góp của ông đối với ngôn ngữ và văn hóa Việt Nam.

### Giai đoạn trước 1975 và trước Cách mạng Hồi giáo Iran
Trước năm 1975, mối quan hệ chính thức giữa Iran và Việt Nam gần như không tồn tại do bối cảnh địa – chính trị đặc thù. Iran dưới thời vương triều Pahlavi là một quốc gia thân phương Tây, trong khi Việt Nam đang ở trong thời kỳ kháng chiến chống Mỹ, chia cắt giữa miền Bắc theo chủ nghĩa xã hội và miền Nam theo thể chế cộng hòa thân Mỹ. Bối cảnh Chiến tranh Lạnh và xung đột Đông – Tây khiến hai nước không có điều kiện thiết lập quan hệ ngoại giao thực chất.

### Ngày nay
Sau Cách mạng Hồi giáo Iran năm 1979, khi Iran chuyển sang thể chế Cộng hòa Hồi giáo, mối quan hệ giữa hai nước bắt đầu được xây dựng trên nền tảng độc lập – tự chủ và chống lại ảnh hưởng bá quyền từ bên ngoài. Việt Nam là một trong số ít quốc gia duy trì lập trường tích cực và thiện chí đối với chính quyền Cộng hòa Hồi giáo Iran sau biến động năm 1979.
Tính đến nay, đã có ba Tổng thống Iran thực hiện các chuyến thăm chính thức tới Việt Nam, bao gồm Tổng thống Akbar Hashemi Rafsanjani vào năm 1995, Tổng thống Mahmoud Ahmadinejad vào năm 2012, và Tổng thống Hassan Rouhani vào năm 2016. Trong chuyến thăm của Tổng thống Rouhani, hai bên nhất trí đặt mục tiêu nâng kim ngạch thương mại song phương lên 2 tỷ USD trong tương lai gần. Đồng thời, hai quốc gia cam kết mở rộng hợp tác trong các lĩnh vực tiềm năng như năng lượng (bao gồm dầu khí và hóa dầu), nông nghiệp và thủy sản, công nghệ y tế và dược phẩm, cũng như giáo dục và đào tạo. 
Bên cạnh đó, Việt Nam và Iran thường xuyên phối hợp và ủng hộ lẫn nhau tại các diễn đàn quốc tế như Liên Hợp Quốc, Phong trào Không liên kết, thể hiện quan điểm chung trong việc thúc đẩy hợp tác Nam – Nam và bảo vệ nguyên tắc tôn trọng chủ quyền quốc gia.

## Đại sứ quán
- Tại Việt Nam:
- Hà Nội (Đại sứ quán)

- Tại Iran:
- Tehran (Đại sứ quán)